# Caulobacter
Genre
Caulobacter est un genre de bactéries de la famille des Caulobacteraceae, dont il est le genre type.

## Liste des espèces
Selon GBIF (14 juin 2021) :
- Caulobacter daechungensis Jin et al., 2013
- Caulobacter flavus Sun et al., 2015
- Caulobacter fusiformis Poindexter, 1964
- Caulobacter ginsengisoli Liu et al., 2011
- Caulobacter henricii A
- Caulobacter henricii C
- Caulobacter henricii Poindexter, 1964
- Caulobacter hibisci Moya et al., 2017
- Caulobacter mirabilis Abraham et al., 2008
- Caulobacter profunda Jin et al., 2014
- Caulobacter radicis
- Caulobacter rhizosphaerae Sun et al., 2017
- Caulobacter segnis A
- Caulobacter vibrioides A
- Caulobacter vibrioides C
- Caulobacter vibrioides D
- Caulobacter vibrioides E
- Caulobacter vibrioides Henrici & Johnson, 1935
- Caulobacter zeae

Selon Catalogue of Life (14 juin 2021) :
- Caulobacter fusiformis Poindexter, 1964
- Caulobacter ginsengisoli Liu et al., 2011
- Caulobacter henricii Poindexter, 1964
- Caulobacter leidyi Poindexter, 1964
- Caulobacter mirabilis Abraham et al., 2008
- Caulobacter segnis (Urakami et al., 1990) Abraham et al., 1999
- Caulobacter vibrioides Henrici & Johnson, 1935

Selon l'IRMNG (14 juin 2021) :
- Caulobacter bacteroides Poindexter, 1964
- Caulobacter crescentus Poindexter, 1964
- Caulobacter fusiformis Poindexter, 1964
- Caulobacter halobacteroides Poindexter, 1964
- Caulobacter henricii Poindexter, 1964
- Caulobacter intermedius Poindexter, 1964
- Caulobacter leidyi corrig. Poindexter, 1964
- Caulobacter maris Poindexter, 1964
- Caulobacter segnis (Urakami et al. 1990) Abraham et al., 1999
- Caulobacter subvibrioides Poindexter, 1964
- Caulobacter variabilis (ex Poindexter 1964) Poindexter, 1989
- Caulobacter vibrioides Henrici & Johnson, 1935

## Taxonomie
Le nom correct complet (avec auteur) de ce taxon est Caulobacter Henrici & Johnson 1935.
L'espèce type est : Caulobacter vibrioides Henrici & Johnson 1935.

### Étymologie
L'étymologie du nom de genre Caulobacter se décompose en Cau.lo.bac.ter. L. masc. n. caulis, qui signifie « tige »; N.L. masc. n. bacter, bâtonnet; N.L. masc. n. Caulobacter, bâtonnet en forme de tige.